# Seznam občin italijanske dežele Marke
V seznamu so naštete občine vseh petih pokrajin italijanske dežele Marke v izvirni italijanski obliki.

## Pokrajina Ancona
A
Agugliano -  Ancona -  Arcevia
B
Barbara -  Belvedere Ostrense
C
Camerano -  Camerata Picena -  Castel Colonna -  Castelbellino -  Castelfidardo -  Castelleone di Suasa -  Castelplanio -  Cerreto d'Esi -  Chiaravalle -  Corinaldo -  Cupramontana
F
Fabriano -  Falconara Marittima -  Filottrano
G
Genga
J
Jesi
L
Loreto
M
Maiolati Spontini -  Mergo -  Monsano -  Monte Roberto -  Monte San Vito -  Montecarotto -  Montemarciano -  Monterado -  Morro d'Alba
N
Numana
O
Offagna -  Osimo -  Ostra -  Ostra Vetere
P
Poggio San Marcello -  Polverigi
R
Ripe -  Rosora
S
San Marcello - San Paolo di Jesi - Santa Maria Nuova -  Sassoferrato -  Senigallia - Serra San Quirico - Serra de' Conti -  Sirolo -  Staffolo

## Pokrajina Ascoli Piceno
V seznam so bile vključene tudi občine, ki bodo leta 2009 prešle v Pokrajino Fermo.
A
Acquasanta Terme • Acquaviva Picena • Altidona • Amandola • Appignano del Tronto • Arquata del Tronto • Ascoli Piceno • 
B
Belmonte Piceno • 
C
Campofilone • Carassai • Castel di Lama • Castignano • Castorano • Colli del Tronto • Comunanza • Cossignano • Cupra Marittima • 
F
Falerone • Fermo • Folignano • Force • Francavilla d'Ete • 
G
Grottammare • Grottazzolina • 
L
Lapedona • 
M
Magliano di Tenna • Maltignano • Massa Fermana • Massignano • Monsampietro Morico • Monsampolo del Tronto • Montalto delle Marche • Montappone •  Montedinove • Monte Giberto • Monte Rinaldo • Monte San Pietrangeli • Monte Urano • Monte Vidon Combatte • Monte Vidon Corrado • Montefalcone Appennino • Montefiore dell'Aso • Montefortino • Montegallo • Montegiorgio • Montegranaro • Monteleone di Fermo • Montelparo • Montemonaco • Monteprandone • Monterubbiano • Montottone • Moresco • 
O
Offida • Ortezzano • 
P
Palmiano • Pedaso • Petritoli • Ponzano di Fermo • Porto San Giorgio • Porto Sant'Elpidio • 
R
Rapagnano • Ripatransone • Roccafluvione • Rotella • 
S
San Benedetto del Tronto • Sant'Elpidio a Mare • Santa Vittoria in Matenano • Servigliano • Smerillo • Spinetoli • 
T
Torre San Patrizio • 
V
Venarotta

## Pokrajina Fermo(popolnoma aktivna leta 2009)
Spodaj navedene občine so trenutno del Pokrajine Ascoli Piceno.
A
Altidona • Amandola
B
Belmonte Piceno
C
Campofilone
F
Falerone • Fermo • Francavilla d'Ete
G
Grottazzolina
L
Lapedona
M
Magliano di Tenna • Massa Fermana • Monsampietro Morico • Montappone • Montefalcone Appennino • Montefortino • Monte Giberto • Montegiorgio • Montegranaro • Monteleone di Fermo • Montelparo • Monte Rinaldo • Monterubbiano • Monte San Pietrangeli • Monte Urano • Monte Vidon Combatte • Monte Vidon Corrado • Montottone • Moresco • 
O
Ortezzano
P
Pedaso • Petritoli • Ponzano di Fermo • Porto San Giorgio • Porto Sant'Elpidio
R
Rapagnano
S
Santa Vittoria in Matenano • Sant'Elpidio a Mare • Servigliano • Smerillo
T
Torre San Patrizio

## Pokrajina Macerata
A
Acquacanina - Apiro - Appignano
B
Belforte del Chienti - Bolognola
C
Caldarola - Camerino - Camporotondo di Fiastrone - Castelraimondo - Castelsantangelo sul Nera - Cessapalombo - Cingoli - Civitanova Marche - Colmurano - Corridonia
E
Esanatoglia
F
Fiastra - Fiordimonte - Fiuminata
G
Gagliole - Gualdo
L
Loro Piceno
M
Macerata - Matelica - Mogliano - Monte Cavallo - Monte San Giusto - Monte San Martino - Montecassiano - Montecosaro - Montefano - Montelupone - Morrovalle - Muccia
P
Penna San Giovanni - Petriolo - Pieve Torina - Pievebovigliana - Pioraco - Poggio San Vicino - Pollenza - Porto Recanati - Potenza Picena
R
Recanati - Ripe San Ginesio
S
San Ginesio - San Severino Marche - Sant'Angelo in Pontano - Sarnano - Sefro - Serrapetrona - Serravalle di Chienti
T
Tolentino - Treia
U
Urbisaglia - Ussita
V
Visso

## Pokrajina Pesaro in Urbino
A
Acqualagna • Apecchio • Auditore
B
Barchi • Belforte all'Isauro • Borgo Pace
C
Cagli • Cantiano • Carpegna • Cartoceto • Casteldelci • Colbordolo
F
Fano • Fermignano • Fossombrone • Fratte Rosa • Frontino • Frontone
G
Gabicce Mare • Gradara
I
Isola del Piano
L
Lunano
M
Macerata Feltria • Maiolo • Mercatello sul Metauro • Mercatino Conca • Mombaroccio • Mondavio • Mondolfo • Monte Cerignone • Monte Grimano Terme • Monte Porzio • Montecalvo in Foglia • Monteciccardo • Montecopiolo • Montefelcino • Montelabbate • Montemaggiore al Metauro • 
N
Novafeltria
O
Orciano di Pesaro
P
Peglio • Pennabilli • Pergola • Pesaro • Petriano • Piagge • Piandimeleto • Pietrarubbia • Piobbico
S
Saltara • San Costanzo • San Giorgio di Pesaro • San Leo • San Lorenzo in Campo • Sant'Agata Feltria • Sant'Angelo in Lizzola • Sant'Angelo in Vado • Sant'Ippolito • Sassocorvaro • Sassofeltrio • Serra Sant'Abbondio • Serrungarina • 
T
Talamello • Tavoleto • Tavullia
U
Urbania • Urbino